# Bitva na Hampton Roads
Bitva na Hampton Roads (anglicky: Battle of Hampton Roads), také známá jako Bitva Monitoru a Merrimacku, byla námořní bitva, která byla svedena v rámci americké občanské války, mezi stranami Unie a Konfederace. Poprvé se zde střetly obrněné lodě, a to USS Monitor (na straně Unie) a CSS Virginia (také známá pod názvem USS Merrimack z jejíhož trupu byla přestavěna a nasazena na straně Konfederace). Bitva byla součástí pokusu prolomit unijní blokádu jižanských přístavů, a znemožnit blokádu v okolí řeky James. Odehrála se na Hampton Roads, což je soutok tří řek, které se stékají těsně před Chesapeakskou zátokou. Bitva proběhla 8.–9. března 1862. Bitvy se účastnilo větší množství plavidel, avšak důležitým byl právě první střet obrněných lodí.

## Pozadí bitvy

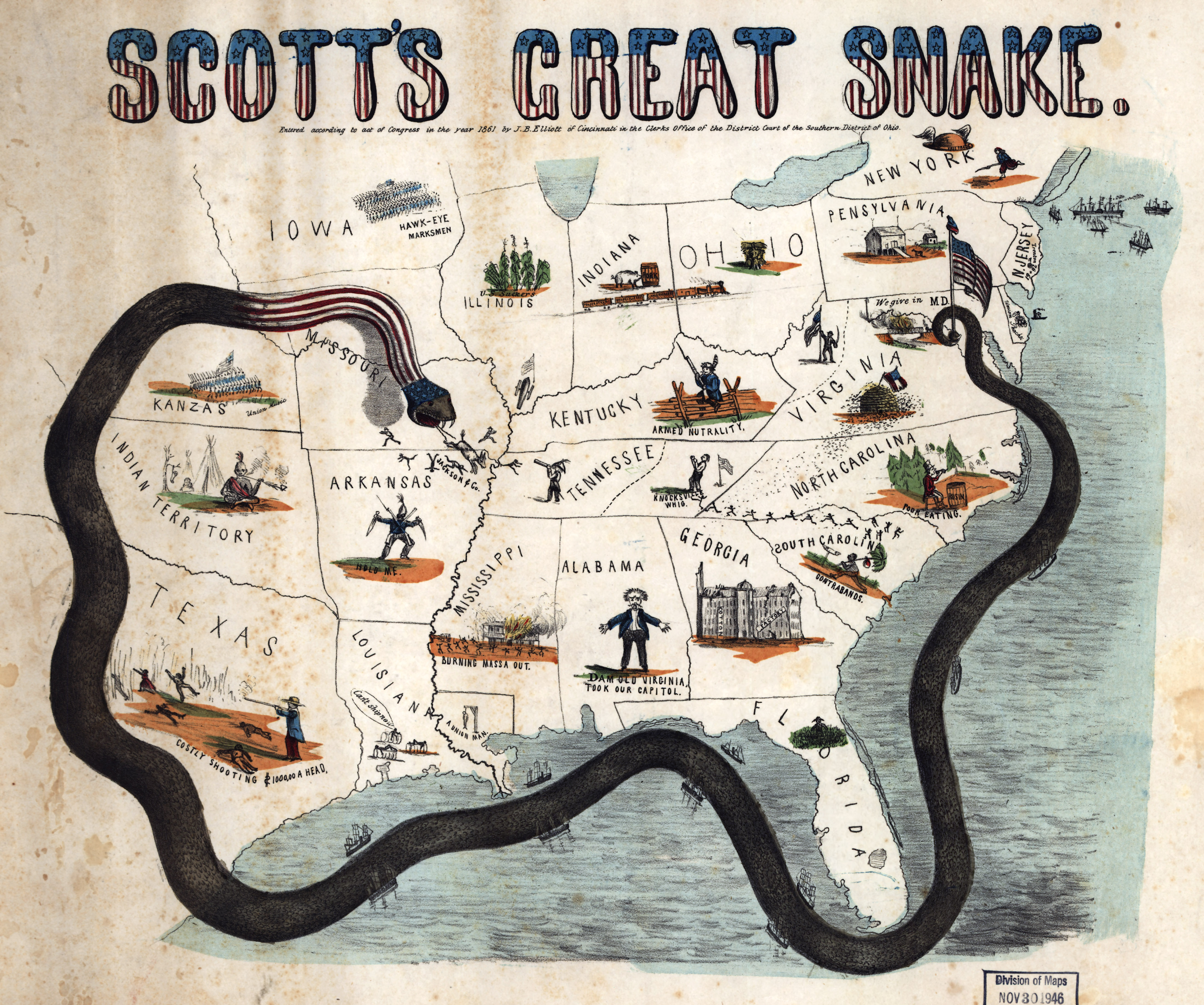
Původní plán generála Scotta na blokádu Konfederovaných států amerických

19. dubna 1861 byla vyhlášena blokáda jižanských přístavů Abrahamem Lincolnem (od Texasu, až po Jižní Karolínu). Blokáda měla být vytvořena za účelem zablokování přístavů Konfederace, které by ztratily možnost námořního obchodu s Evropou. Evropské státy (předně Velká Británie) byly odběratelem jižanské bavlny (hlavní jižanské komodity, krom tabáku). Při úspěchu blokády mělo být zabráněno pohybu všech námořních plavidel, což mělo zapříčinit rozpad konfederační ekonomiky.
Slabé konfederační loďstvo nemohlo dlouho odolávat takovéto blokádě. Na jižanské straně tedy hledali možnosti jak loďstvo posílit. Základ pro posílení loďstva přišel při zabrání Gosportských loděnic. Jejich velitel komodor McCauley dlouho otálel s opuštěním materiálu, avšak po přiblížení se jižanských jednotek byly suché doky podminovány a vyhozeny do povětří. USS Merrimack byl již vybaven tzv. Kingstonovými kohouty, díky nimž mohl být rychle zaplaven vodou. Jelikož už spočíval na vodě a nebyl v suchých docích, byl zaplaven a poslán na dno řeky Elisabeth. Odsud byl posléze bez větších poškození vytažen konfederační posádkou, přestavěn a přejmenován na Virginia. Tím se Konfederovaným dostala do rukou zbraň díky níž by mohli prorazit blokádu přístavů.
Na druhé straně začal vznikat USS Monitor pod taktovkou vynálezce Johna Ericssona. Jeho ambiciózní plán na sestavení obrněné lodi však přišel mnoha lidem jako nesmysl. A veřejnost předpovídala, že na vodě nikdy reálně nepopluje. 6. března 1862 se však vydal na svojí plavbu k Hampton Roads.
Jedním z dalších důvodů blokády mělo být přerušení diplomatických kontaktů mezi CSA, Velkou Británií a Francií.

## Průběh bitvy

### 8. března 1862
CSS Virginia (ex Merrimack) vyrazila 8. března z Norfolku s úmyslem prorazit blokádu, kterou Unie s pomocí pěti lodí uplatňovala kolem jižanských přístavů v prostoru Hampton Roads. Počátečním úspěchem bylo potopení USS Cumberland, která byla proražena klounem, při tomto proražení se Virginii málem nepodařilo vyprostit z USS Cumberland. Při vyprošťování se těžce poskodil její kloun. Záhy se posádce konfederační lodi podařilo podpálit také USS Congress, která posléze raději najela na břeh. CsS Virginia zatím odolávala všem výstřelům, které na ni byly vpáleny z unijních lodí. Došlo nicméně k vážnějšímu poškození komína, které omezilo rychlost přesunu pancéřované lodi. Následně zaútočila Virginia na loď USS Minnesota, která již sice uvízla na mělčině, avšak jejíž posádka se snažila nadále klást odpor. Poté, co se začalo smrákat, usoudil kapitán Virginie, že v útoku na blokádu bude pokračovat až následující den. Ex Merrimack se tedy odebral zpět do domovského přístavu v Norfolku.
V 21:00 hodin téhož dne dorazil do oblasti Hampton Roads USS Monitor. Posádka byla vyčerpaná a stroje mírně poškozené dlouhou plavbou po moři ze vzdáleného New Yorku, i tak se ale kapitán Monitoru rozhodl hned od druhého dne chránit USS Minnesotu před ex Merrimackem.
V norfolkských loděnicích tou dobou probíhala oprava veškerých částí jižanské pancéřované lodi, aby byla druhého dne co nejvíce bojeschopná.

### 9. března 1862
Po vyplutí z přístavu se ex Merrimack soustřeďoval na USS Minnesotu a Monitoru si příliš nevšímal. Až po prvních ranách z otočné věže Monitoru se ex Merrimack zaměřil primárně na boj s Monitorem. Obě lodě se v dlouhém boji snažily poškodit jedna druhou. Monitoru se podařilo prolomit neplátovaný spodek ex Merrimacku, do nějž začalo zatékat. Na druhé straně osádka Monitoru musela snášet teploty dosahující 70 °C a v důsledku bojů byla také přerušena komunikace mezi kapitánem a kormidelníkem, což zamezovalo dokonalé koordinaci a manévrování lodi na bojišti. Obě lodě byly neschopny klíčového zvratu. Ex Merrimack se nakonec pokusil o proražení Monitoru opraveným klounem, avšak kapitán Monitoru tento krok předpovídal a natočil Monitor přídí tak, aby mu nájezdem lodi s klounem na přídi nevznikla škoda. Ta naopak vznikla na straně ex Merrimacku. Po těchto poškozeních se kapitán Virginie rozhodl odplout zpět do přístavu.
USS Monitor tak oslavila výhru v historicky prvním souboji dvou obrněných plavidel.

## Dozvuky bitvy
Již prvního dne bitvy se u Hampton Roads sjížděli lidé z okolí, aby viděli námořní válku z první ruky. Po prvním dni byla unijní veřejnost zděšena tím, že se Konfederaci povede prolomit blokádu v klíčové oblasti Norfolku, a že Lincolnův plán selže. Takovéto selhání by nejspíše znamenalo obnovení ekonomických a diplomatických vztahů CSA a Velké Británie s Francií, což by mohlo vést k uznání Konfederace evropskými říšemi za samostatný a nezávislý stát. Poté by v jeho prospěch mohla přijít na pomoc britská či francouzská vojska. Nakonec se však povedlo takovéto situaci zabránit.
Monitor se následně pokoušel vyzvat Merrimack do dalších soubojů, ale k nim již nedošlo. Obě lodi byly zničeny ještě téhož roku. CSS Virginia byla zničena vlastní posádkou, aby nepadla do rukou Unionistů dne 11. května 1862, USS Monitor se potopil na moři 31. prosince 1862.